# Stadion Astra
Stadion Astra – stadion piłkarski w Ploeszti, w Rumunii. Obiekt może pomieścić 10 000 widzów. Do 2012 roku swoje spotkania rozgrywali na nim piłkarze klubu Astra Ploeszti (następnie drużyna ta została przeniesiona do Giurgiu, w Ploeszti pozostały natomiast rezerwy tego zespołu). Na obiekcie dwa razy zagrała także piłkarska reprezentacja Rumunii, 25 kwietnia 2001 roku towarzysko ze Słowacją (0:0) i 6 września 2003 roku w meczu el. do ME z Luksemburgiem (4:0).